# Vellamo Planitia
Vellamo Planitia is een laagvlakte op de planeet Venus. Vellamo Planitia werd in 1985 genoemd naar Vellamo, de godin van water, meren en zeeën in de Finse mythologie.
De laagvlakte heeft een diameter van 2155 kilometer en bevindt zich in het noordoosten van het gelijknamige quadrangle Vellamo Planitia (V-12).